# Prinzessin Katharina (Schiff)

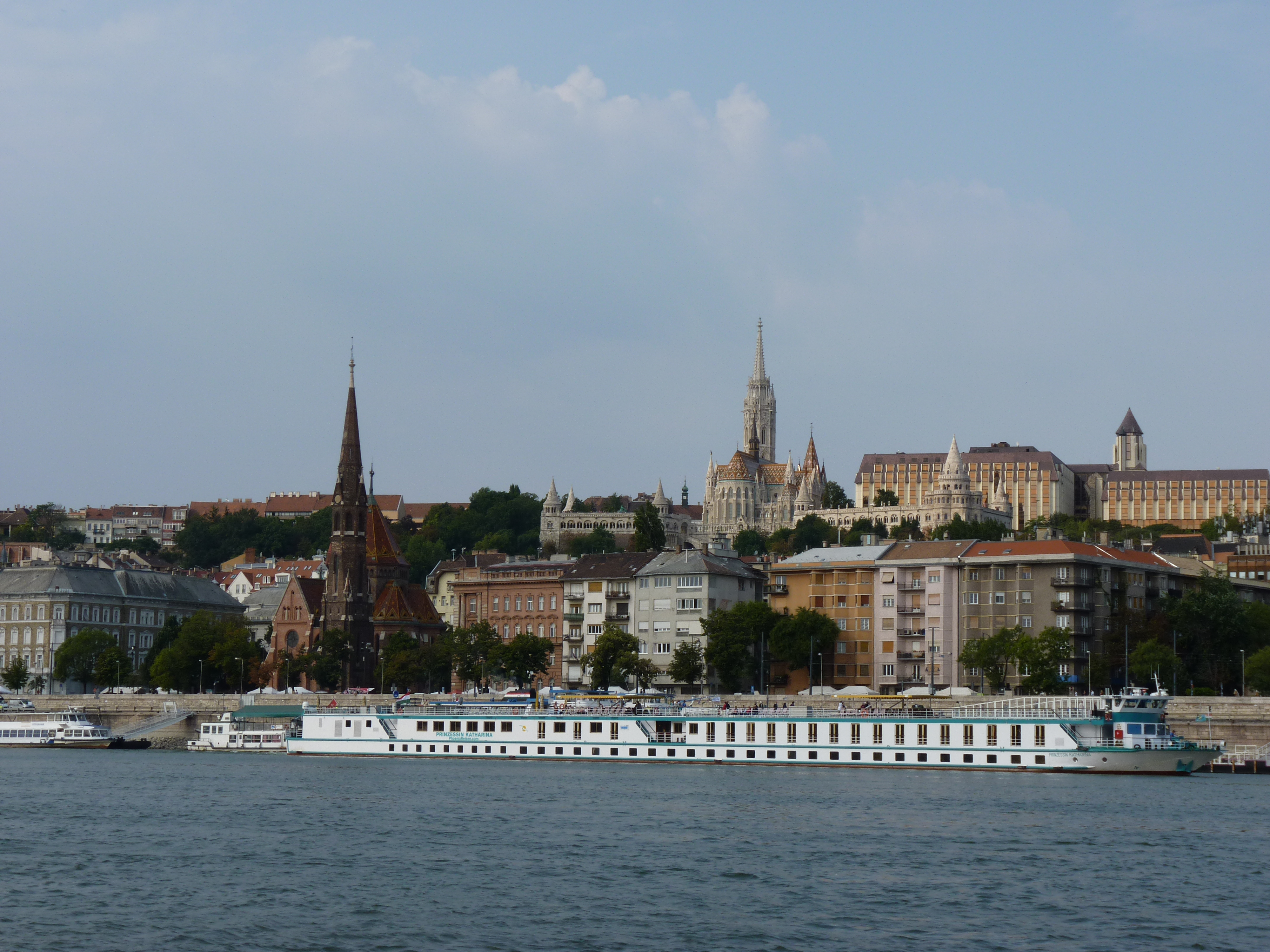
Die Prinzessin Katharina in Budapest

Die Prinzessin Katharina ist ein Flusskreuzfahrtschiff, das von SE Tours für Kreuzfahrten auf der Donau zwischen Passau und Wien oder Budapest eingesetzt wird. 
Das 1990 bei Ruscador in Kingston upon Hull gebaute Schiff ist circa 110 m lang und 11,20 m breit. Der Tiefgang beträgt circa einen Meter. Vermarktet wird es mit drei Sternen plus. An Bord finden 144 Passagiere in 76 Kabinen sowie 35 Besatzungsmitglieder Platz. Die Prinzessin Katharina gehört der maltesischen Reederei Riseday, die es unter der Flagge der Slowakei betreibt.